# Irski seter
Irski seter (irski:  sotar rua) pas je podrijetlom iz Irske. Najvjerojatnije je nastao križanjem engleskog i škotskog setera te ptičara i španijela. Rabi se kao lovački i obiteljski pas. 

## Opis
Odrasli je mužjak visine od 58 do 67 cm, a ženke od 55 do 62 cm, težine od 18 do 32 kg koliko teži odrasli mužjak. Njihova je glava dugačka, vitka i suha, toplih plemenitih očiju i izraženog stopa. Uši su duge, padajuće, vrat dug i mišićav. Cijelo je tijelo mišićavo, skladno. Kretanje je vrlo ponosno, slobodno, a glava je nošena visoko. Dlaka je boje mahagonija – crvena, zlatnog odsjaja, bez najmanjeg traga crne, a dopuštene su, iako ne i poželjne, male bjeline na prsima ili po prstima. Na glavi i prednjim stranama nogu te leđima, dlaka je kratka, a na zadnjim stranama nogu, prsima, trbuhu i repu, duga je. To su vrlo temperamentni, aktivni, uporni i zaigrani psi. U lovu su energični, ustrajni i odlični za rad u vodi. U 19. stoljeću bi se u lovu na ptice ukočili kada bi ih osjetili i pokazivali u smjeru u kojem je ptica (markiranje) dok lovac na plijen ne bi bacio mrežu. Danas tijekom lova seter u galopu trči cik-cak traži divljač, a kad ju pronađe, markira i po potrebi oprezno diže.

## Vanjske poveznice
- Irski seter na Curlie